# ستيفن شيف
ستيفن شيف (بالإنجليزية: Steven Schiff)‏ (و. 1947 – 1998 م) هو سياسي، ومحامي أمريكي، ولد في شيكاغو، كان عضوًا في الحزب الجمهوري، توفي في ألباكركي، عن عمر يناهز 51 عاماً، بسبب سرطان الجلد.

## مناصب
تولى منصب عضو مجلس النواب الأمريكي (7 يناير 1997–25 مارس 1998)
- عضو مجلس النواب الأمريكي (4 يناير 1995–3 يناير 1997)[5]
- عضو مجلس النواب الأمريكي (5 يناير 1993–3 يناير 1995)[5]
- عضو مجلس النواب الأمريكي (3 يناير 1991–3 يناير 1993)[5]
- المدعي العام [الإنجليزية]‏ (1980–1988)[5]
- محامي المدينة، في Albuquerque Police Department [الإنجليزية]‏ (1979–1981)[5]
- assistant district attorney ‏ (1972–1977)[5]
- عضو مجلس النواب الأمريكي

.

## التعليم
تعلم في University of New Mexico School of Law ‏، وتحصل منها على دكتوراه في القانون (حتى 1972)، وتعلم في جامعة إلينوي في شيكاغو، وتحصل منها على بكالوريوس في الفنون (حتى 1968)، وتعلم في جامعة إلينوي في إربانا-شامبين، وتعلم في جامعة إلينوي ‏
.